# Louis Morneau
Louis Morneau (* Hartford, Connecticut, USA) je americký režisér a scenárista, nejlépe známý díky režii hororů a akčních filmů.
Začínal jako asistent režie na různých béčkových snímcích, např. Pronásledovatelé 2 (1990). Debutoval téhož roku, když mu byl svěřena režie snímku Crackdown. Roku 1995 natočil svůj první větší film Carnosaur 2.
Více se však proslavil až následujícími filmy Žoldáci (1995), Retroactive (1997), Profesionální lhář (1999), Netopýři (1999), Stopař 2: Čekám... (2003), Jízda do pekel 2 (2008) a Vlkodlak: Hon na bestii (2012).